# Picabaies cua de ventall
El picabaies cua de ventall (Melanocharis versteri) és una espècie d'ocell de la família dels melanocarítids (Melanocharitidae).

## Hàbitat i distribució
Habita boscos i vegetació secundària de les muntanyes de Nova Guinea.